# NGC 2715
NGC 2715 (другие обозначения — UGC 4759, MCG 13-7-15, ZWG 350.12, IRAS09018+7817, PGC 25676) — спиральная галактика с перемычкой (SBc) в созвездии Жираф.
Этот объект входит в число перечисленных в оригинальной редакции «Нового общего каталога».
В галактике вспыхнула сверхновая SN 1987M типа Ib/ Её пиковая видимая звёздная величина составила 15.
Галактика NGC 2715 входит в состав группы галактик NGC 2655. Помимо NGC 2715 в группу также входят NGC 2655, NGC 2591, NGC 2748, UGC 4466, UGC 4701 и UGC 4714.